# Joaquín García Ribes (Treblinka)
Joaquim Garcia Ribes (Sumacàrcer, 1901 - Montcada i Reixac, 14 de gener de 1992) fou un valencià establert a Catalunya, supervivent dels camps de concentració nazis. Treballà com a corrector tipogràfic i redactor periodístic des de 1924, i el 1927 va marxar a Alemanya com a representant d'exportadors d'agres, on va fer un reportatge i va aprendre alemany. Després es va establir a Barcelona, on acompanyà Lluís Companys en la proclamació de la Segona República Espanyola el 14 d'abril de 1931 al balcó de l'Ajuntament de Barcelona.
Durant la Guerra Civil espanyola milità en el PSUC i va lluitar com a sergent de metralladores en l'Exèrcit Popular de la República. En acabar el conflicte es va establir a França, on el setembre de 1942 fou detingut pels nazis i deportat al camp de concentració de Treblinka. Allí va treballar com a fuster i juntament amb un company anomenat "El Maño" el març de 1943 va organitzar una fuga amb 20 presos més, però foren atrapats per les Schutzstaffel vora Poznań (a uns 500 kilòmetres del camp). Fou l'únic espanyol supervivent del camp de Treblinka. El 1955 es va traslladar a Montcada i Reixac, on fou nomenat fill predilecte el 1988. La seva mort va coincidir amb el judici de John Demjanjuk a Tel-Aviv, emigrat ucraïnès i resident a Cleveland (Estats Units) i acusat de ser el carceller de Treblinka "Ivan el Terrible". Garcia Ribes sempre va sostenir que l'autèntic "Ivan el Terrible" va morir en una revolta de presos el 2 d'agost de 1943 i que no podia ser Demanjanjuk.